# Purity Dilution
Purity Dilution — дебютный альбом группы Defecation, вышедший в 1989 году.
Это первый и единственный альбом группы, где участвовал Мик Харрис. Диск был выпущен на лейбле Nuclear Blast в 1989 году и впоследствии несколько раз переиздавался.
Purity Dilition почти совпал по времени релиза с альбомом Napalm Death Harmony Corruption, и в плане звучания имеет с ним довольно много пересечений. Вместе с тем, это один из наиболее важных дэтграйнд-релизов, среди тех, которые сформировали этот жанр на стыке дэт-метала и грайндкора.

## Релизы
Оригинальное издание: 1989 год LP/CD. Немецкая коричневая кассета, лимитированное издание в 666 копий: 1990 год.
Переиздание в 1992 году с альтернативной обложкой и бонусной композицией Granted Wish. Переиздание в 2000 году с бонусной композицией Granted Wish (Digipak — издание).

## Список композиций
1. «Intro-Megaton» — 1:55

Обложка переиздания в 1992 году

2. «Vestige Of Earthly Remains» — 3:00
3. «Life On Planet Earth Is Fucken Cancerous» — 1:26
4. «Contagion» — 2:08
5. «Predominance» — 1:40
6. «Recovery» — 2:23
7. «Side Effects» — 2:15
8. «Mutual Trust» — 2:21
9. «Focus» — 2:18
10. «Popular Belief» — 2:03
11. «Scrutiny» — 2:52
12. «Underestimation» — 2:21
13. «Granted Wish» — 3:36 — Бонус-трек, только на переизданиях 1992 года и 2000 года — digpak

## Участники записи
- Митч Харрис — гитара, бас-гитара, вокал
- Мик Харрис — ударные, вокал